# Karl M. Le Compte
Karl Miles Le Compte, född 25 maj 1887 i Corydon i Iowa, död 30 september 1972 i Centerville i Iowa, var en amerikansk republikansk politiker. Han var ledamot av USA:s representanthus 1939–1959.

## Biografi
Le Compte utexaminerades 1909 från State University of Iowa och blev året därpå ägare av och ansvarig utgivare för tidningen Corydon Times-Republican. Han var ledamot av Iowas senat 1917–1921 och tjänstgjorde under första världskriget vid United States General Hospital No. 26. År 1939 efterträdde han Lloyd Thurston som kongressledamot. Le Compte lämnade sitt uppdrag som kongressledamot år 1959, avled år 1972 och gravsattes på Corydon Cemetery i Corydon.